# Tanjungpuro
Tanjungpuro is een bestuurslaag in het regentschap Pacitan van de provincie Oost-Java, Indonesië. Tanjungpuro telt 1851 inwoners (volkstelling 2010).